# 1600 Smith Street
1600 Smith Street (früher Continental Center I) ist ein 51 Stockwerke hohes Bürogebäude in der US-amerikanischen Großstadt Houston im Bundesstaat Texas.
Der an der Smith Street befindliche Wolkenkratzer ist mit einer Höhe von 223 Metern das achthöchste Gebäude Houstons. Die Fertigstellung des von Morris Aubry entworfenen Bauwerks war im Jahr 1984. Neben technischen Einrichtungen fungiert das Hochhaus lediglich als Bürogebäude, die nutzbare Fläche beträgt rund 103.000 Quadratmeter. Die Form des Gebäudes drückt sich durch ein spitzes Dach und mehrere Rückstufungen aus.